# なだめスかし Negotiation
「なだめスかし Negotiation」（なだめスかし ネゴシエーション）は、鹿乃の6枚目のシングル。2020年9月2日にインペリアルレコードから発売された。リリースに先立って7月31日に先行配信された 。

## 概要
テレビアニメ『宇崎ちゃんは遊びたい！』のオープニングテーマ曲として使用されている 。
ソロで歌唱するフルバージョンと鹿乃と宇崎ちゃん（大空直美）がコラボ歌唱するTVsizeバージョンが収録されている。
ジャケットイラストはアニメ映画『ペンギン・ハイウェイ』や『泣きたい私は猫をかぶる』の作画監督を務めたへちま（加藤ふみ）が担当した。

## 収録曲
1. なだめスかし Negotiation
  - 作詞・作曲：田代智一、編曲：伊藤翼
2. I am who I am
  - 作詞：鹿乃、作曲・編曲：Nor
3. なだめスかし Negotiation(TVsize)
  - TVアニメ「宇崎ちゃんは遊びたい！」OPテーマ
  - 鹿乃と宇崎ちゃん（大空直美）のコラボ楽曲
4. なだめスかし Negotiation(instrumental)

### 初回限定盤特典
- なだめスかし Negotiation（ミュージックビデオ）
- 版権描きおろしステッカー